# Grotrian-Steinweg
Grotrian-Steinweg är en pianofabrik i Braunschweig, grundad av Heinrich Steinweg 1835.
Den övertogs, då denne flyttade till USA av sonen Theodor, och när denne följde fadern av Friedrich Grotrian, Hellferich och Schultz. Firman har utvecklat förbättringar av pianots resonansbotten.